# Mammea subsessilifolia
Mammea subsessilifolia là một loài thực vật có hoa trong họ Calophyllaceae. Loài này được (Hochr.) Kosterm. mô tả khoa học đầu tiên năm 1956.